# Timbiriche X
Timbiriche X é o décimo álbum de estúdio gravado e lançado pela banda mexicana Timbiriche. 
Lançado em 1990, é considerado o último da "Primeira Geração" de Timbiriche, visto que vários dos integrantes veteranos da primeira formação se retiraram da banda. 
Embora possua vendas inferiores, comparando-se aos seus dois últimos álbuns de estúdio, o álbum obteve êxito comercial e vendeu mais de 250 mil cópias em solo mexicano, o que rendeu mais um disco de platina. 
Os singles "Me Pongo Mal" e "História de Amor" apareceram nas paradas musicais mexicanas.

## Antecedentes, produção e promoção
O ano de 1988, foi exitoso para o grupo Timbiriche, o álbum Timbiriche VIII y IX, rendeu vários singles de sucesso e o álbum conseguiu um certificado de platina, vendendo mais de um milhão de cópias no México. No entanto, dois dos integrantes mais populares romperam com o grupo, em busca de se lançarem como artistas solo, sendo eles: Eduardo Capetillo e de Thalía. 
Os produtores não desistiram da banda, e buscaram dois novos integrantes para gravação e lançamento do décimo disco, foram contratados os novatos Bibi Gaytán, Cláudio Bermúdez e Patty Tanús (que permaneceu por apenas seis meses no grupo), para se juntar a Diego Schoening, Erik Rubín, Paulina Rubio e Edith Marquez.
Para promover um álbum foi feita uma turnê promocional, que contou com shows no México, Estados Unidos, América Central e América do Sul.

## Singles
O primeiro single do álbum foi lançado foi "Me Pongo Mal", logo no início do ano de 1990, a música conseguiu atingir a posição de número onze na lista quinzenal de canções mais executadas nas rádios mexicanas, feita pela revista Notitas Musicales.
O segundo single foi lançado meses depois, sendo ele o da canção "Historia de Amor", a música conseguiu superar o pico do single anterior, atingindo a posição de número nove.
Um último single foi lançado para a canção "Yo No Soy Una Más", porém, sem impacto nas paradas musicais.

## Desempenho comercial
O álbum conseguiu repetir o sucesso dos álbuns anteriores e vendeu mais de 250 mil cópias no México, segundo a revista Notitas Musicales, o que rendeu mais um disco de platina para o grupo.

## Lista de faixas
- Créditos adaptados do encarte do CD Timbiriche X, de 1990.[12]

| N.º            | Título              | Compositor(es)         | Cantor (a)                          | Duração |  |
| 1.             | "Princesa Tibetana" | Guillermo Méndez Guiú  | Erik Rubin                          | 5:51    |  |
| 2.             | "Yo no soy una más" | Anahí, Guiú            | Edith Márquez                       | 4:13    |  |
| 3.             | "Yo por tí"         | Anahí, Guiú            | Patty Tanus                         | 2:46    |  |
| 4.             | "Sacudete"          | Aleks Syntek           | Paulina Rubio                       | 2:45    |  |
| 5.             | "Historia de amor"  | Anahí, Guiú            | Todos                               | 3:57    |  |
| 6.             | "Me pongo mal"      | Paulina Carranza, Guiú | Diego Schoening                     | 3:34    |  |
| 7.             | "Eres un milagro"   | Anahí, Guiú            | Eduardo Capetillo, Claudio Bermúdez | 4:58    |  |
| 8.             | "Como te diré"      | Anahí, Guiú            | Bibi Gaytán                         | 3:58    |  |
| 9.             | "Escapar de tí"     | Syntek                 | Todos                               | 3:20    |  |
| 10.            | "Somos uno"         | Anahí, Guiú            | Todos                               | 3:27    |  |
| Duração total: | Duração total:      | Duração total:         | Duração total:                      | 39:42   |  |

## Certificação e vendas
| Região | Providor | Certificação | Vendas   |
| ------ | -------- | ------------ | -------- |
| México | AMPROFON | Platina      | 250,000+ |